# John Bowen
Pour les articles homonymes, voir John Bowen (1780-1827), Bowen et Bouin.
John Bowen, appelé Jean Bouin en français à la fin de sa vie, est un pirate né aux Bermudes au XVIIe siècle et mort à l'île Bourbon, en 1705. Il est surtout connu pour ses actions dans l'océan Indien, où il collabore avec plusieurs autres pirates célèbres durant l'Âge d'or de la piraterie.

## Biographie
Né aux Bermudes, il est capturé par des pirates français qui l'emmènent à Madagascar. Il se fait alors lui-même pirate et sert sous les ordres de John Read (en) puis de George Booth avec qui il s'empare, le 16 avril 1700, d'un navire négrier anglais de 500 tonneaux et 50 canons, le Speaker, sur la rivière de Methelage à Madagascar. Après la mort de Booth, tué lors d'une bagarre à Zanzibar en 1701, Bowen est élu par l'équipage nouveau capitaine du Speaker. Après de nombreuses captures, le Speaker s’échoue sur le récif de Saint-Thomas sur la côte est de l’île Maurice, en janvier 1702, en raison d’une tempête et d'un équipage imbibé d'alcool.
Après trois mois à soigner leurs blessures, les membres de l'équipage soudoient le gouverneur de l'île, Roelof Deodati, appartenant à la Compagnie néerlandaise des Indes orientales et lui achètent le sloop Vliegendehart à bord duquel ils retournent à Madagascar en mars 1702 pour ériger un fort et établir une ville leur servant de base sur la côte est, à Matatanes. Par la suite, Bowen s'empare de deux navires arabes et de deux vaisseaux marchands de la Compagnie écossaise des Indes et d'Afrique, le Speedy Return et le Content. Il s'allie avec le pirate Thomas Howard et mène avec lui de nombreuses actions contre des navires britanniques et indiens en mer Rouge.
Le bateau Speaker de John Bowen, échoué sur la côte de l'ile Maurice, est le premier bâtiment pirate formellement retrouvé et identifié plusieurs siècles plus tard par l'archéologie. Les archéologues y ont retrouvé trente-quatre monnaies de nombreux pays, deux statuettes en bronze venant d'Inde du Sud, du mobilier d'Europe, de la porcelaine chinoise ou des perles ; parmi les trente canons retrouvés, l'un venait de la Compagnie des Indes du Danemark, ce qui a permis d'affirmer que John Bowen avait attaqué au moins un navire danois. Il y avait aussi de nombreuses bouteilles d'alcool, en cohérence avec l'hypothèse que l'équipage était ivre au moment de la tempête et de l'échouage.
Les objets retrouvés dans le Speaker ont montré quelques traces des pratiques pirates, comme le partage de butin : des lingots d'or étaient découpés et des bijoux étaient cassés dans le but de la répartition.
Après avoir demandé et obtenu une amnistie, John Bowen, qui se fait alors appeler à la française Jean Bouin, s'installe comme colon ordinaire sur l'île Bourbon où il meurt peu de temps après en 1705. Jean Feuilley (en) note dans son Journal  : « Ledit jour [13 mars] environ deux heures du matin, ledit Jean Bouin est décédé sans hoirs de corps »,